# Robert Bresson
Robert Bresson (ur. 25 września 1901 w Bromont-Lamothe, zm. 18 grudnia 1999 w Droue-sur-Drouette) – francuski reżyser i scenarzysta filmowy, uznawany za jednego z najwybitniejszych twórców światowego kina. 
Autor 13 filmów pełnometrażowych nagradzanych na najważniejszych festiwalach filmowych w Europie. Za całokształt twórczości na 46. MFF w Wenecji w 1989 został nagrodzony Honorowym Złotym Lwem. Współpracował z Jeanem Giraudoux i Jeanem Cocteau.
Tworzył dramaty filozoficzno-psychologiczne z wyraźnym elementem metafizycznym. Cechowała go subtelność w ukazywaniu psychiki ludzkiej. Dążył do ukazania rzeczywistości duchowej ukrytej w rzeczywistości materialnej, stąd też specyficzna stylistyka jego filmów. Szczególnie charakterystyczna jest gra aktorska, a właściwie jej brak – Bresson zawsze zatrudniał amatorów (nazywanych przez niego modelami), od których wymagał, by nie udawali żadnych uczuć czy emocji. Bohaterowie jego filmów, takich jak np. Pieniądz (1983), mają więc z reguły martwe, pozbawione wyrazu twarze.
Do jego najbardziej znanych filmów należą: Dziennik wiejskiego proboszcza (1951), Ucieczka skazańca (1956), Kieszonkowiec (1959), Na los szczęścia, Baltazarze (1966) i Mouchette (1967).

## Filmografia

### Reżyser
- 1934: Sprawy publiczne (Les affaires publiques) – debiut, średni metraż
- 1943: Anioły grzechu (Les anges du péché)
- 1945: Damy z Lasku Bulońskiego (Les dames du Bois de Boulogne)
- 1951: Dziennik wiejskiego proboszcza (Journal d'un curé de campagne)
- 1956: Ucieczka skazańca (Un condamné à mort s'est échappé)
- 1959: Kieszonkowiec (Pickpocket)
- 1962: Proces Joanny d’Arc (Procès de Jeanne d’Arc)
- 1966: Na los szczęścia, Baltazarze (Au hasard Balthazar)
- 1967: Mouchette
- 1969: Łagodna (Une femme douce)
- 1971: Cztery noce marzeń (Quatre nuits d'un rêveur)
- 1974: Lancelot (Lancelot du Lac)
- 1977: Prawdopodobnie diabeł (Le diable probablement)
- 1983: Pieniądz (L'argent)

### Scenarzysta
- 1933: C'était un musicien, reż. Maurice Gleize i Friedrich Zelnik (dialogi)
- 1936: Les Jumeaux de Brighton, reż. Claude Heymann
- 1936: Poczta na południe (Courrier Sud), reż. Pierre Billon

### Asystent reżysera
- 1938: La Vierge folle, reż. Henri Diamant-Berger
- 1939: Czyste powietrze (Air pur), reż. René Clair

## Nagrody
- Nagroda na MFF w Cannes 1957: Ucieczka skazańca (najlepszy reżyser)
- Nagroda na MFF w Berlinie
  - 1977: Prawdopodobnie diabeł (nagroda specjalna)
  - 1977: Prawdopodobnie diabeł (nadzwyczajna nagroda jury)
- Nagroda na MFF w Wenecji 1989: Honorowy Złoty Lew za całokształt twórczości